# Vitālijs Samoilovs
Vitālijs Samoilovs (rusky Виталий Анатольевич Самойлов/Vitalij Anatoljevič Samojlov, * 19. dubna 1962 v Rize, SSSR) je bývalý lotyšský hokejový brankář.

## Reprezentace
Reprezentoval Sovětský svaz. Na mistrovství Evropy do 18 let 1980 v ČSSR vychytal zlatou medaili a byl vyhlášen nejlepším brankářem turnaje. Za reprezentaci do 20 let startoval na juniorském mistrovství světa 1982 v USA a Kanadě (4. místo).
V brance národního týmu debutoval 1.11.1986 v Ostravě v přátelském utkání proti domácímu Československu (2:3). S tímto jedním reprezentačním startem byl nominován jako třetí brankář na mistrovství světa 1987 v Rakousku, kde získal stříbrnou medaili (na turnaji ovšem nechytal). Stejnou pozici plnil i při Kanadském poháru 1987 (finále). V sezoně 1987/88 dostal příležitost v devíti utkáních a byl členem týmu na olympijském turnaji v Calgary 1988. Zde ve všech utkáních kryl na lavičce záda Sergejovi Mylnikovovi a získal zlatou medaili. Svůj desátý a poslední reprezentační start si připsal 20. května 1988 při přátelském utkání v Tokiu proti Japonsku (13:2).
Statistika na velkých mezinárodních turnajích
| Rok  | Tým     | Událost | Z | Min. | IG | Pr.  | %   | ČK |
| ---- | ------- | ------- | - | ---- | -- | ---- | --- | -- |
| 1982 | SSSR 20 | MS 20   | 6 | 339  | 19 | 3.36 |     | 1  |
| 1987 | SSSR    | MS      | 0 | 0    | 0  | 0.00 | 0.0 | 0  |
| 1987 | SSSR    | KP      | 0 | 0    | 0  | 0.00 | 0.0 | 0  |
| 1988 | SSSR    | OH      | 0 | 0    | 0  | 0.00 | 0   | 0  |

## Kariéra
Chytal v letech 1981–1989 za Dinamo Riga v sovětské lize. Jeho nejúspěšnější sezonou byla 1987/88, kdy nastupoval za reprezentaci (viz výše) a vybojoval s Dinamem 2. místo v lize. Později jej však z branky vytlačila vycházející hvězda Artūrs Irbe. V roce 1989 přestoupil v rámci soutěže do Sokol Kyjev, kde strávil dvě sezony. Celkem v sovětské nejvyšší soutěži nastoupil do 231 zápasů.
V roce 1991 odešel z vrcholového hokeje. Zachytal si později ještě lotyšskou ligu, kde v roce 1996 ukončil kariéru definitivně.

## Trenérská
Působil jako trenér brankářů u lotyšské reprezentace na olympijských hrách v Turíně 2006 a na mistrovství světa 2007 v Rusku. Na klubové úrovni pracoval jako asistent trenéra u HK Riga 2000 a trenér brankářů Metallurg Novokuzněck.